# Stathmos coronatus
Stathmos coronatus is een pissebed uit de familie Sphaeromatidae. De wetenschappelijke naam van de soort is voor het eerst geldig gepubliceerd in 1940 door Keppel Harcourt Barnard.